# Aalto (Musikprojekt)
Aalto war ein finnisches Trance-Projekt bestehend aus Paavo Siljamäki (P.O.S.) von Above & Beyond und Miika Eloranta (auch bekannt als Super8 von Super8 & Tab).

## Geschichte
Miika und Paavo hatten das Musikprojekt Aalto im Jahr 2002 gegründet. Zusammen hatte das finnische Duo seither fünf Singles produziert, die alle auf dem Trance-Label Anjunabeats erschienen. Die erfolgreichste Single war „Rush“. Insbesondere der Super8 vs. Orkidea Remix erhielt viel Unterstützung von verschiedenen DJs wie etwa Paul van Dyk, der die Single in Deutschland schließlich auch unter seinem Label Vandit Records veröffentlichte.

## Diskografie

### Singles
- 2002: Liquid Sweep
- 2003: Rush
- 2004: Taurine
- 2005: Resolution
- 2006: 5

### Remixe
- 2003: Kyau & Albert feat. Damae – Velvet Morning